# Алма-атинский автобус
Алма-атинский авто́бус — сеть автобусных маршрутов города Алма-Аты, основной вид общественного транспорта города.

## История
Первые автобусные маршруты связали в 1927 году Большую Алматинскую станицу с урочищем Медеу, Алма-Ату с Джаркентом. В 1940 году перевезено 10,3 млн пассажиров, в 1960 году — 111,6 млн, в 1982 году — 328 млн.
В советское время автобусные парки находились в государственной собственности и управлялись госпредприятием «Алматыгортранс», находившимся в ведении Алма-Атинского управления пассажирского транспорта. Всего в городе насчитывалось 8 крупных автобусных парков.
Все автобусы города до распада СССР работали под контролем автоматизированной системы диспетчерского управления движением
В 1982 году на 109 маршрутах протяжённостью свыше 1500 км ежедневно курсировало свыше 1000 автобусов.
Автобусный парк во времена СССР постоянно обновлялся и усовершенствовался современными моделями автобусов, работала автоматизированная система диспетчерского управления движением.

### Постсоветский период
С 1993—1994 годов на рынок пассажирских перевозок в Алма-Ате выходят частные фирмы.
В 1996 году тариф на городских маршрутах был дифференцирован. Маршруты с более низкой стоимостью проезда и действующими льготами имели номера от 1 до 199, более дорогие «коммерческие» маршруты без льгот – в диапазоне 500—599.
С 1998 года в Алма-Ате начали работать маршрутные такси от коммерческих перевозчиков.В 1999 году в рамках приватизации все государственные автобусные парки города были проданы в частные руки. Тогда же маршруты были вновь перенумерованы, льготные получили номера в диапазоне 1—199, «экспрессы» — 400—499, маршрутные такси — 500—599.В 2006—2007 годах в городе проведена транспортная реформа, в результате которой бо́льшая часть городских маршрутов была переведена на машины средней и большой вместимости. Городские маршруты были перенумерованы (в диапазон от 1 до 199), и стали работать по единому тарифу. Часть дублирщих маршрутов была закрыта.
С 2011 года часть маршрутов вернулась во вновь созданные государственные автобусные парки.
Для обслуживания населения на линию ежедневно выходят 1622 единицы общественного транспорта.
В 2013 году запущен ночной автобус №3.  Время работы с 23.00 до 6.30 часов. Интервал движения — 45—60 минут по маршруту:  Международный аэропорт Алматы — микрорайон Орбита 4.

## Действующие перевозчики
По состоянию на 2025 год автобусная сеть города Алматы обслуживается несколькими компаниями-перевозчиками:
| Название                                        | Юридический адрес                                          | Эксплуатационные площадки |
| ----------------------------------------------- | ---------------------------------------------------------- | --- |
| ТОО «Алматыэлектротранс»                        | г. Алматы, улица Ауэзова, 64                               | - №1 (г. Алматы, ул. Долана, 8) - №2 (г. Алматы, ул. Майлина, 79В) - №3 (г. Алматы, ул. Калининградская, 45) - №4 (г. Алматы, пр. Рыскулова, 61) - №5 (в процессе строительства) - №6 (г. Алматы, ул. Таймырская, 14) |
| TOO «CITY-BUS»                                  | г. Алматы, мкр. Кемел, ул. Аксуат, 42                      | г. Алматы, мкр. Кемел, ул. Аксуат, 42 |
| TOO «ECOBUS SERVICE»                            | г. Алматы, ул. Байшешек, 23                                | - №1 (Алматинская обл. Илийский р., с. М. Туймебаева, ул. Алматинская, 278) - №2 (Алматинская обл. Илийский р., с. Боралдай, ул. Барыс, 46А)                                                                          |
| ТОО «Авто Алма Транс»                           | г. Алматы, ул. Бродского, 37Г                              | г. Алматы, ул. Бродского, 37Г |
| ТОО "Алматинский городской автобусный парк № 2" | г. Алматы, ул. Нажимеденова, 125а                          | г. Алматы, ул. Нажимеденова, 125а |
| ТОО «Ба Ту Travel компаниясы»                   | г. Алматы, мкр. Коккайнар, ул. Азербайжана Мамбетова, 1/67 | г. Алматы, мкр. Коккайнар, ул. Азербайжана Мамбетова, 1/67 |
| ТОО «Думан Транс KZ»                            | г. Алматы, ул. Сахариева, 45                               | г. Алматы, ул. Халиуллина, 156/5 |
| ТОО «Киiкбай»                                   | г. Алматы, ул. Спасская, 68А                               | |

## Подвижной состав
Подвижной состав алматинского автобуса по состоянию на 2025 год представлен следующими моделями:
| Модель                      | Год начала эксплуатации |
| --------------------------- | ----------------------- |
| Yutong ZK6118HGA            | 2013                    |
| ГАЗ-A63(4)R42 Next          | 2017                    |
| ПАЗ-320435-04 "Vector Next" | 2018                    |
| Golden Dragon XML6125CN     | 2021                    |
| Golden Dragon XML6185J13C   | 2019                    |
| SAZ LE60                    | 2017                    |
| SAZ HC40                    | 2014                    |
| МАЗ 203                     | 2018                    |

Исторический подвижной состав:
| Модель                      | Количество | Годы эксплуатации |
| --------------------------- | ---------- | ----------------- |
| Yutong-Kazakhstan ZK6120HGM | 200        | 2010–2021         |
| Daewoo BS090                |            | 2003–2019         |
| Daewoo BS106                |            | 1994–2019         |
| Mercedes-Benz O405          |            | 2003–2020         |
| MAN SL202                   |            | 2003–2020         |
| MAN SL232                   | 180        | 1996–2014         |
| Hyundai New Super Aero City |            | 2005–2020         |
| Hyundai Aero City 540       |            | 2003–2017         |
| ЛиАЗ 677М                   |            | –2005             |
| Ikarus 260                  |            | –2013             |
| Ikarus 280                  |            | –2004             |
| ЛАЗ 695                     |            | –2009             |
| ПАЗ 672М                    |            | –2009             |
| Mercedes-Benz O325          | 35         | 1994–2006         |
| ЛиАЗ 5256                   |            | 1988–2009         |
| ЛиАЗ-5292                   | 150        | 2017–2023         |
| ЛиАЗ-5293                   | 125        | 2018–2023         |
| ЛиАЗ-6213                   | 54         | 2017–2024         |
| ЛиАЗ-4292                   | 120        | 2017–2023         |

## Системы оплаты проезда
До 2011 года проезд оплачивался исключительно в салоне автобуса кондуктору или водителю.
С 2008 года планировалось перейти к автоматизированной системе оплаты проезда без кондуктора через установленный в салоне валидатор. Система была запущена в 2011 году на муниципальных маршрутах. Нововведение вызывало недовольство пассажиров, так как была доступна только оплата наличными монетами.
1 октября 2015 года в Алма-Ате была запущена электронная система оплаты проезда, а с 11 января 2016 года — была полностью отменена оплата за проезд наличными деньгами, что вызвало массу возмущений со стороны пассажиров. 20 июня 2016 года стало известно, что в общественном транспорте Алма-Ате снова можно будет расплачиваться за проезд наличными. Для этого в автобусах установят дополнительное оборудование, которое будут принимать денежные взносы от пассажиров, но эта система осталась висеть в воздухе и не реализована. При этом оплата наличными за проезд с 1 августа 2017 года подорожала с 80 до 150 тенге, а электронный расчёт через карточку «Онай» остался на прежнем уровне 80 тенге. С 21 августа 2023 года стоимость проезда за наличный расчет повысилась до 200 тенге, по карте «Онай» до 100 тенге. С 3 августа 2024 года стоимость проезда по карте «Онай» поднялась до 120 тенге, при этом оплата наличными более не принимается.
- на примере мая месяца: всего 32 млн транзакций

1. 30 млн транзакций по карте (95,4 %)
2. 1,2 млн транзакций по наличному расчету (3,6 %)
3. 210 тыс. транзакций по QR коду (0,7 %)
4. 97 тыс. транзакций по СМС и USSD (0,3 %)

Ежедневно в будние дни алматинцы совершают более 1,2 млн поездок (в выходные — 800 тыс.). За первое полугодие совершено свыше 180 млн поездок, что на 20 % больше, чем за аналогичный период прошлого года.

## Выделенные полосы
Список выделенных (автобусных) полос (линий) в Алма-Ате (Казахстан):
1. Первая автобусная полоса в городе — проложена с юга на север (только вниз) на односторонних улицах направленных с севера на юг (только вверх). Улицы являются взаимным продолжением друг друга. Линия проходит по улице Жангельдина только на север от проспекта Раимбека и до проспекта Рыскулова, затем по улице Папанина от проспекта Рыскулова и до улицы Хмельницкого.
2. проспект Абая — полностью от начала (проспект Достык) до конца (улица Момышулы). В узких местах полоса имеет прерывания: 1. от проспекта Абылай хана до улицы Желтоксан 2. на мосту через реку Есентай.
3. проспект Райымбека — от автовокзала Саяхат до улицы Наурызбай батыра и от улицы Кожамкулова (район улицы Аэродромная) и до разворотного моста в районе улицы Ауэзова (Калкаман). В узком месте между улицами Наурызбай батыра и Кожамкулова выделенной полосы нет.
4. улица Толе би — готовится к сдаче выделенная автобусная линия от улицы Каирбекова до улицы Яссауи;
5. Улица Желтоксан — от проспекта Абая до проспекта Райымбека (только с юга на север, вниз);
6. улица Наурызбай батыра — от проспекта Райымбека до проспекта Абая (только с севера на юг, вверх);
7. Северное кольцо (шоссе) — от торгового дома «Адем» до пересечения с улицей Бокейханова, полоса огорожена невысоким бордюром[55];
8. улица Макатаева — участок в районе Зеленого базара от улицы Калдаякова до улицы Муканова,рядом стоящей Городской поликлиники 5 (выделенная полоса только в восточном направлении, в обратную сторону — с основным транспортом).
9. проспект Аль-Фараби. Три небольших участка: 1. с северной стороны — между улицами Ходжанова и Сыргабекова; 2. с южной стороны — между улицей Розыбакиева и проспектом Гагарина (участок выделен и огорожен бордюром); 3. с северной стороны — на пересечении с улицей Желтоксан.
10. улица Гоголя от ЦПКиО до улица Ауэзова;
11. улица Тимирязева в переход в часть улицы Жандосова;

Планируется проложить выделенные полосы по следующим участкам:
1. проспект Сейфуллина (от проспекта Раимбека и до вокзала «Алматы 1»).